# میگوئل آنجل موراتینوس
میگوئل آنجل موراتینوس (انگلیسی: Miguel Ángel Moratinos؛ زادهٔ ۸ ژوئن ۱۹۵۱) یک سیاست‌مدار اهل اسپانیا است. 